# دروازه کایرنیا

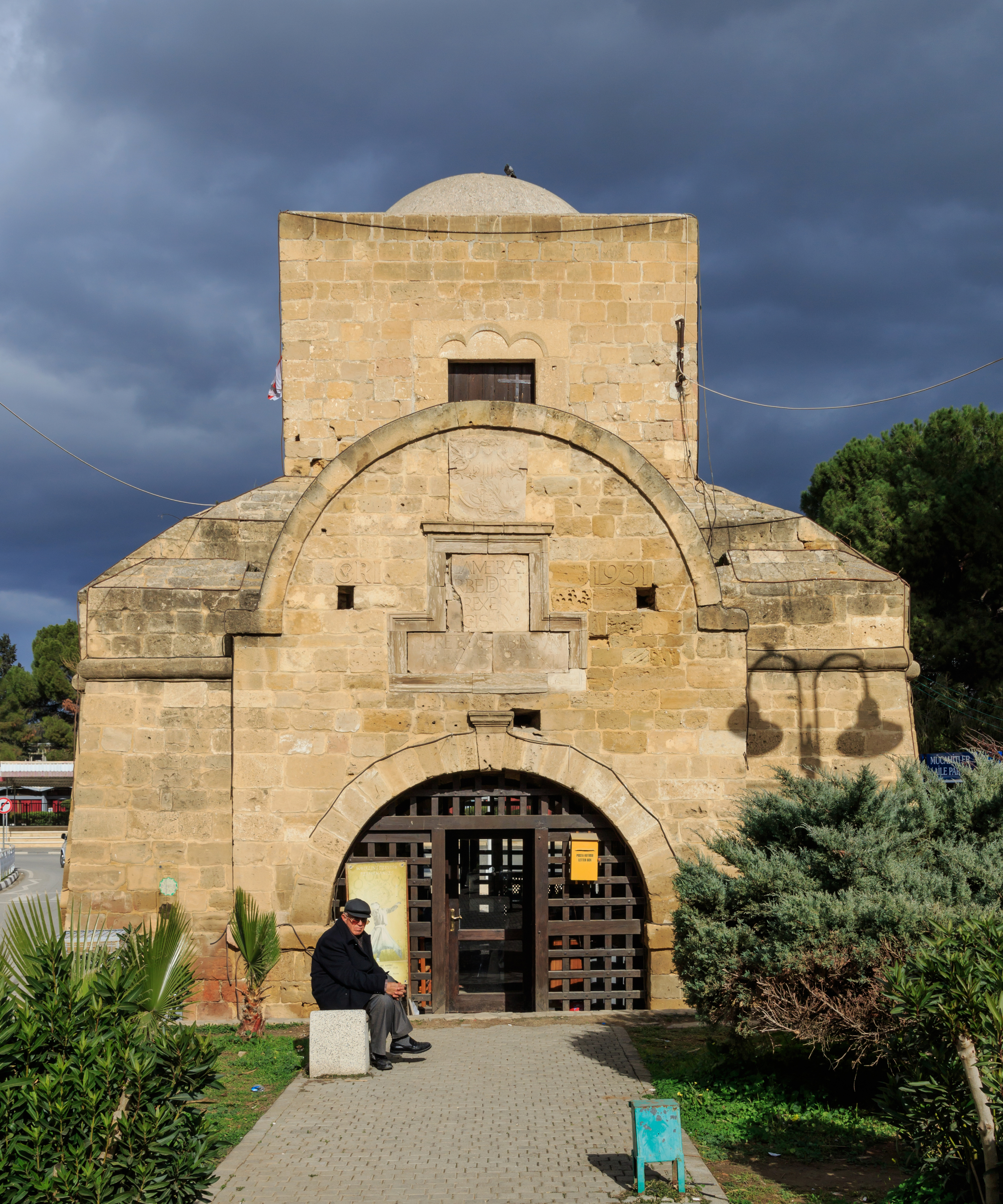
دروازه کایرنیا

دروازه کایرنیا دروازه‌ای که در نیکوزیای شمالی، جمهوری ترک قبرس شمالی قرار گرفته‌است. این دروازه جهت حمل و نقل در قسمت شمالی جزیره قبرس در شهر کایرنیا مورد استفاده قرار می‌گیرد.
این دروازه در سال ۱۵۶۷ میلادی توسط ونیزی‌ها به‌عنوان دیوار شهر ساخته شد. این بنا در سال ۱۸۲۱ میلادی توسط عثمانی‌ها جهت مقابله با شورش‌های یونانی‌ها مورد بازسازی و مرمت قرار گرفت.
در حال حاضر، این دروازه به عنوان یک دفتر اطلاعات گردشگری توسط شهرداری نیکوزیای ترک مورد استفاده قرار می‌گیرد.